# Montpelliers universitet
Montpelliers universitet (franska: Université de Montpellier) var ett universitet i Montpellier i södra Frankrike. Det existerade mellan 1289 och 1793 samt mellan 1896 och 1970, och var ett av världens äldsta universitet. Universitet har haft gott renommé inom framför allt medicinsk och naturvetenskaplig forskning sedan medeltiden. Den medicinska fakulteten i Montpellier är den äldsta aktiva i världen. Till universitetets tidigare studenter hör Enver Hoxha, Albaniens statschef mellan 1944 och 1985.

## Universitetet idag
Vid universitetsreformen 1970 delades universitetet upp:
- Université Montpellier 1 omfattar fakulteterna för juridik, medicin, farmakologi, ekonomi etc.
- Université Montpellier 2 (Université des Sciences et Techniques du Languedoc) är inriktat på naturvetenskap och teknik.
- Université Montpellier 3 (Université Paul-Valéry) är inriktat på humaniora.

Det totala antalet studenter i Montpellier uppgår till cirka 60 000. De tre universiteten samarbetar sedan 2009 under namnet Université Montpellier Sud de France, en pôle de recherche et d'enseignement supérieur som är medlem av Coimbragruppen.